# برايان غراهام
برايان غراهام (بالإنجليزية: Brian Graham)‏ (23 نوفمبر 1987 غلاسكو المملكة المتحدة - ) هو لاعب كرة قدم بريطاني يلعب كمهاجم.

## وصلات خارجية
برايان غراهام على موقع قاعدة بيانات كرة القدم.إي يو (الإنجليزية)
- برايان غراهام على موقع Soccerbase.com (لاعب) (الإنجليزية)
- برايان غراهام على موقع Soccerway.com (الإنجليزية)